# Terézia Ciriaková
Terézia Ciriaková (5 de abril de 2005) es una deportista eslovaca que compite en ciclismo de montaña en la disciplina de campo a través. Ganó una medalla de plata en el Campeonato Europeo de Ciclismo de Montaña de 2022, en la prueba por eliminación.

## Medallero internacional
| Campeonato Europeo | Campeonato Europeo | Campeonato Europeo | Campeonato Europeo |
| Año                | Lugar              | Medalla            | Competición        |
| ------------------ | ------------------ | ------------------ | ------------------ |
| 2022               | Anadia (Portugal)  | Medalla de plata   | Eliminación        |